# Olivier Minne

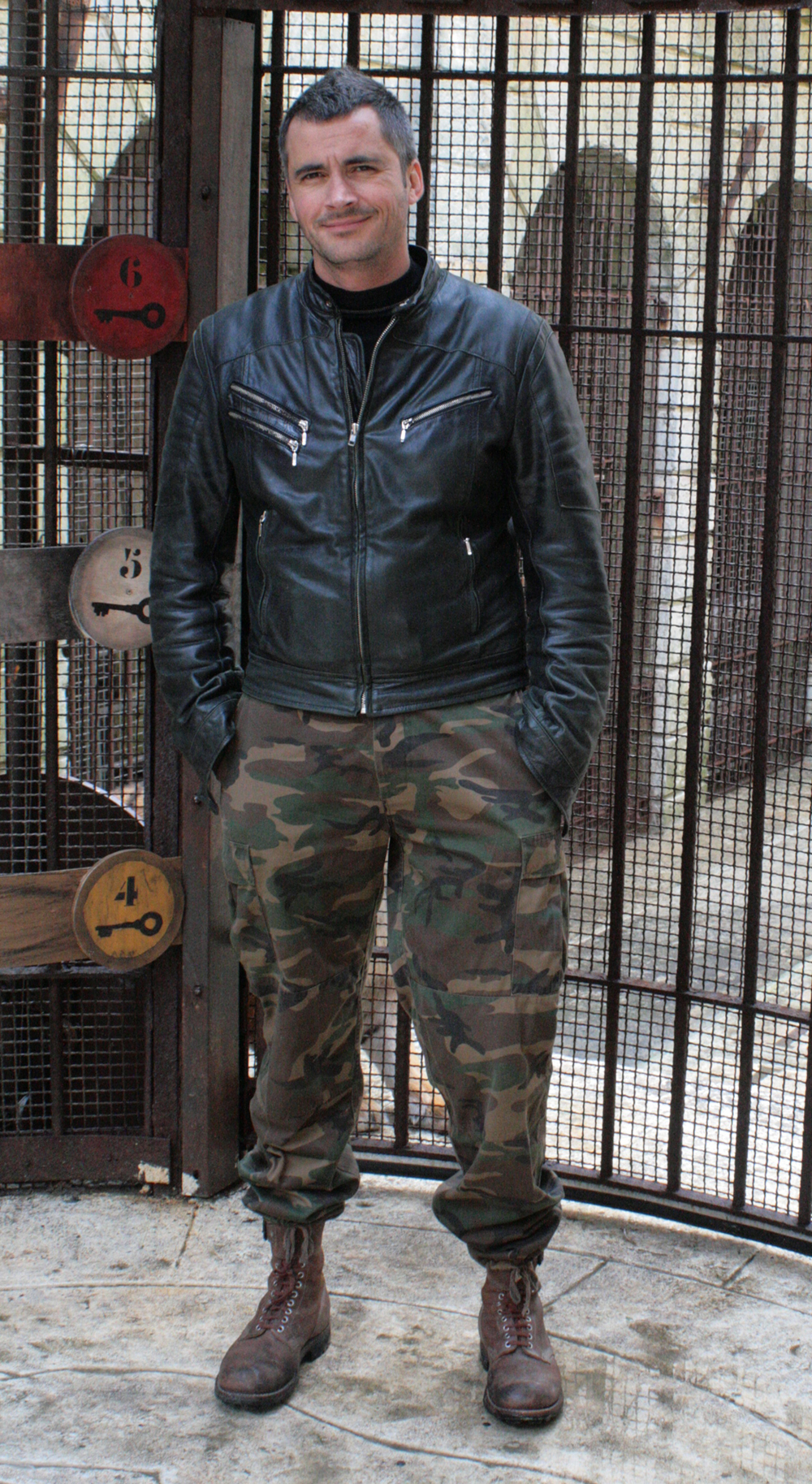
Olivier Minne (Fort Boyard, 2007)

Olivier Minne (* 18. März 1967 in Ixelles) ist ein französischer Entertainer und Fernsehquizmaster belgischer Abstammung.

## Leben
In Brüssel absolvierte er sein Abitur und studierte an der Universität ein Jahr Jura und anschließend klassische Literatur. Während des Studiums war er für das Magazin Pourquoi pas ? journalistisch tätig. Von 1986 bis 1988 war er Kameraassistent bei RTL Télévision. Im Dezember  1988 zog er nach Paris. Von 1993 an moderierte er dann bei France 3 die Kindersendung  Les Mondes Fantastiques, eine Art kindliche Vorwegnahme des späteren Fort Boyard. 1997 moderierte er das französische Spiel ohne Grenzen. Das Quiz- und Actionformat Fort Boyard leitet und moderiert er seit 2003 auf France 2.
2016 nahm er an der siebten Staffel der französischen Tanzshow Danse avec les stars teil.